# Båtliv
Båtliv är en benämning på det som berör fritidsaktiviteter som berör fritidsbåtar.
Båtliv är Svenska Båtunionens medlemstidning.

### Fotnoter
1. ↑  Båtliv: Kontakta oss, besökt 26 maj 2007
2. 1 2 3  Båtliv, Libris 3618249
3. ↑  TS-kontrollerad upplaga 2011